# بابلو مونيوث فيغا
بابلو مونيوث فيغا هو كاهن كاثوليكي إكوادوري، ولد في 23 مايو 1903 في مقاطعة كارتشي في الإكوادور، وتوفي في 3 يونيو 1994 في كيتو في الإكوادور.